# Он пришёл дать нам волю
«Он пришёл дать нам волю» — документальный фильм Леонида Парфёнова о приходе Горбачёва, о перестройке и реформах, приведших к краху Советского Союза. Этот документальный фильм, снятый в 2011 году, был приурочен к 80-летию Михаила Сергеевича Горбачёва.
По мнению Парфёнова, ключевым моментом перестройки была свобода. Парфёнов рассказывает, какой путь прошел Горбачёв и какой был СССР, когда Михаил Сергеевич его возглавил. И отмечает факт неблагодарности, которой ответила ему большая часть народа.